# True Blue (1918)
True Blue is een Amerikaanse western uit 1918 onder regie van Frank Lloyd. Destijds werd de film in Nederland uitgebracht onder de titel Adellijk bloed.

## Verhaal
De Engelsman Gilbert Brockhurst woont in de Verenigde Staten met zijn Amerikaanse vrouw en zijn zoontje Bob. Zijn vrouw erft een boerderij in Arizona. Kort daarna krijgt Brockhurst het nieuws dat zijn neef is overleden en dat hij nu graaf van Somerfield is geworden. Hij verlaat zijn vrouw en keert terug naar Engeland. Na haar overlijden hertrouwt de graaf. Hij krijgt opnieuw een zoon, die hij als zijn erfopvolger ziet. Zijn tweede zoon Stanley blijkt een spilzieke losbol. Wanneer de graaf op diplomatieke missie naar de Verenigde Staten wordt gestuurd, neemt hij zijn zoon met zich mee. Hij dreigt ermee hem daar achter te laten, als hij zijn leven niet gauw omgooit. Zijn oudere zoon heeft inmiddels de naam Bob McKeever aangenomen. Als hij Stanley in een gokhal aantreft, betaalt hij diens schulden af en neemt hem mee naar zijn boerderij. Hij wordt al spoedig bang dat zijn halfbroer de onderwijzeres Ruth Merritt wil versieren, waar hij zelf een oogje op heeft. Uiteindelijk kiest Ruth toch voor Bob.

## Rolverdeling
| Acteur            | Personage               |
| ----------------- | ----------------------- |
| William Farnum    | Bob McKeever            |
| Kathryn Adams     | Ruth Merritt            |
| Charles Clary     | Gilbert Brockhurst      |
| Genevieve Blinn   | Lady Somerfield         |
| William Scott     | Stanley Brockhurst      |
| Harry De Vere     | Buck                    |
| Barney Furey      | Pedro                   |
| G. Raymond Nye    | Hank Higgins            |
| Marc B. Robbins   | Henry Cottenham         |
| Jack Connolly     | Secretaris van de graaf |
| Adda Gleason      | Mary Brockhurst         |
| Carrie Clark Ward | Vrouw van Buck          |
| Buck Jones        | Cowboy                  |
| Francis Carpenter | Bob als kind            |
| Madge Evans       | Ruth als kind           |